# Ricotta

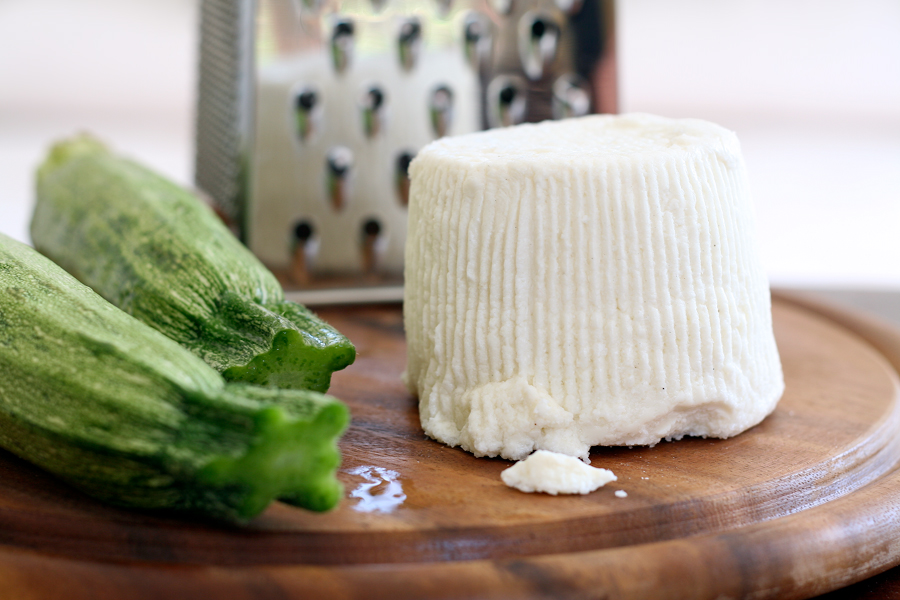
Ricotta.

Ricotta (uttalas /riˈkotːa/ på italienska) är en italiensk färskost. Ursprungligen var ricotta uteslutande en fårost, men görs idag även av komjölk. Ricotta har mjuk konsistens och tillverkas av den vassle som uppstår då man gör ostar av fårmjölk eller vattenbuffelmjölk, som till exempel mozzarella. Namnet "ricotta" betyder "omkokt" och syftar på vätskans andra process för att göra osten. Ricotta har en konsistens som påminner om keso men är lättare och en nyckelingrediens i cheesecake, lasagne och många cannoli. Den blandas ofta med socker, kanel och ibland riven choklad och serveras som dessert i italienska hushåll. 
Ricotta salata är en hård och vit ost med en nötig, mjölkig, mild salt smak. Det är en ost som framställs genom att pressa, salta och lagra mjuk ricotta. Den kan hyvlas eller rivas över sallader, pasta och grönsaksrätter.
Inom det skandinaviska fäbodväsendet kallas en liknande produkt för vitmese, som flyter upp i början av kokningen av vasslan.
 Kallas även vällost.